# Chery Omoda 5
Omoda C5 — компактный кроссовер с купеобразным кузовом, производимый с 2022 года китайской компанией Chery.

## История
Модель была представлена в ноябре 2021 года на автосалоне в Гуанчжоу.
Имя модели Omoda состоит из литеры «O», означающей «совершенно новый», и слова Moda — «модный тренд». За дизайн модели в авангардной концепции Art in Motion («искусство в движении») экспериментирующей с цветом и формой отвечал шеф-дизайнер Chery Стив Юм.
Производство запущено в феврале 2022 года, продажи на домашнем рынке в Китае начаты в июне 2022 года.
Из семи доступных комплектаций первые четыре оснащаются турбомотором 1.5 мощностью 156 л. с. — такие машины стоят от 92,9 до 108,9 тысячи юаней; три остальные комплектации с двигателем 1.6 семейства Kunpeng мощностью 197 л. с. — стоят от 108,9 до 128,9 тысячи юаней. В планах компании выпуска версий гибрид и электромобиль — электрокроссовер OMODA С5 EV был представлен в августе 2023 года.
Вначале была доступна только переднеприводная версия, с января 2023 года доступна версия Omoda C5 AWD с подключаемым задним мостом.

## На рынке России

Omoda C5 в Москве, 2023

Россия стала первым экспортным рынком бренда OMODA, планирующего в 2023 году выйти на рынки 25 стран.
К продвижению модели в России приступили в мае 2022 года, амбассадорами марки выступили Анна Щербакова и Сергей Лукьяненко. Продажи были начаты 11 октября 2022 года и до конца года было продано 1239 единиц — лишь за три месяца продаж позволили OMODA войти в 9-строчке в ТОП-10 самых продаваемых в России китайских марок.
В 2023 году произошёл резкий рост  — реализован 35 841 экземпляр, при этом в августе 2023 года модель вошла в тройку самых продаваемых кроссоверов в России — только за этот месяц было продано 4632 автомобиля.
С начала 2024 года модель продолжила успешные продажи, по итогам первых двух месяцев 2024 года в России было продано 5011 единиц, войдя в ТОП-5 самых популярных иномарок в России.
Модель предлагается в шести комплектациях: Joy, Lifestyle, Ultimate, Active, Supreme и Fun (с апреля 2024). Кроме того в августе и декабре 2023 года были предложены специальные серии Black Diamond и Trendy Red, соответственно в чёрных и красных цветах кузова, с характерными особенностями нового исполнения: серия Black Diamond на базе в комплектации Ultimate для переднего привода и Supreme для полного привода, а Trendy Red только в переднеприводной комплектации Lifestyle.
| Год  | Продажи |
| ---- | ------- |
| 2022 | 1 239   |
| 2023 | 35 841  |
| 2024 | 38 374  |

## Тест-драйвы
- Полный, но не только. Тест-драйв Omoda C5 AWD //  Autonews, 24 марта 2023
- Красивая или умная? Что показал тест Omoda C5 с полным приводом // Китайские автомобили, 30 марта 2023